# Анисимов, Валерий Владимирович
Валерий Владимирович Анисимов (род. 7 июля 1937, Алма-Ата) — советский борец классического стиля, Заслуженный мастер спорта СССР (1965), чемпион и призёр чемпионатов мира. С 1953 года занимался классической борьбой. 13 раз участвовал в чемпионате СССР, четыре раза завоевал призовые места. Его тренерами были Пётр Матущак и Александр Мазур. Выступал в полутяжёлой весовой категории (до 97 кг).

## Спортивные результаты
- Чемпионат СССР по классической борьбе 1963 года — ;
- Чемпионат СССР по классической борьбе 1964 года — ;
- Классическая борьба на летней Спартакиаде народов СССР 1967 года — ;
- Классическая борьба на летней Спартакиаде народов СССР 1971 года — ;